# Church Fenton
Church Fenton is een civil parish in het bestuurlijke gebied Selby, in het Engelse graafschap North Yorkshire.